# 8643 Кверкус
8643 Кверкус (8643 Quercus) — астероїд головного поясу, відкритий 16 вересня 1988 року.
Тіссеранів параметр щодо Юпітера — 3,378.